# 다키자와시
다키자와시(일본어: 滝沢市)은 일본 이와테현 중부에 있는 시이다.
현청 소재지인 모리오카시의 서쪽에 위치하여 주택 지역으로 개발이 진행되어 모리오카시의 도시 기능을 보완하고 있다.
2014년 1월 1일에 촌에서 바로 시로 승격하였다.

## 지리
북서쪽에 이와테산이 있고 넓은 산기슭을 가지며 동단은 기타카미강, 남단은 시즈쿠이시강 유역이다. 모리오카시와 인접하는 지역으로 다키자와역 주변에 주택 밀집지가 분산되어 있다.

## 역사
1889년 정촌제 시행으로 오가마촌, 시노기촌, 오사와촌, 우카이촌, 다키자와촌 등 5개 촌이 합병해 다키자와촌이 탄생했다. 1970년대 초까지는 순농촌 지대였지만, 현청 소재지인 모리오카시와 인접하는 입지 조건으로 택지 개발이 진행되어 1984년에 인구 3만 명, 1992년에 인구 4만 명, 2000년 2월 15일에 인구 5만 명을 넘었다. 2014년 1월 1일에 촌에서 바로 시로 승격하였다.

## 교통

### 철도
- 동일본 여객철도 다자와코선
- IGR 이와테 은하 철도 이와테 은하 철도선

### 도로
- 도호쿠 자동차도
- 국도 4호선
- 국도 46호선
- 국도 282호선

## 인구
| 연도 | 인구   | ±%      |
| ---- | ------ | ------- |
| 1970 | 12,000 | —       |
| 1980 | 25,686 | +114.0% |
| 1990 | 38,108 | +48.4%  |
| 2000 | 51,241 | +34.5%  |
| 2010 | 53,853 | +5.1%   |